# Michael Cherney

Michael Cherney (2010)

Michael Cherney (hebräisch: מיכאל צ'רנוי, russisch: Михаил Чёрный, auch Mikhail Chernoy oder Mikhail Semenovitch Chorny; * 16. Januar 1952 in Taschkent, Usbekische SSR) ist ein in der Sowjetunion geborener israelischer Unternehmer. Die von ihm gegründete Trans-World Group spielte eine wichtige Rolle in der Aluminiumindustrie im Russland der 1990er Jahre. Er erwarb bzw. gründete auch verschiedene Unternehmen in Bulgarien und Israel. Aufgrund seiner möglichen Verbindungen zur organisierten Kriminalität und dem Verdacht an Geldwäsche beteiligt zu sein, wurde er 2009 von Interpol zur Fahndung ausgeschrieben.

## Laufbahn
Cherney wuchs in Taschkent in einer jüdischen Familie auf. Sein Vater war Buchhalter und Ingenieur und der älteste von drei Söhnen. Mit 15 begann er mit seinem Vater in Fabriken zu arbeiten und absolvierte später seinen Wehrdienst in der Roten Armee. Später führte seine sportliche Betätigung – Boxen und Fußball – zu einer Tätigkeit in der Sportverwaltung. Mit dem Ende des Kommunismus gründete er gemeinsam mit seinem Bruder Lew und den britischen Unternehmerbrüdern David und Simon Reuben in den frühen 1990er Jahren das Unternehmen Trans-World Group, welches bis 1996 zum drittgrößten Aluminiumproduzenten Russlands aufsteigen konnte. BusinessWeek berichtet, dass die Brüder „für ihre raue Art, Geschäfte zu machen, bekannt waren“. So soll die Trans-World Group mehrere Morde in Auftrag gegeben haben. Enge Partner von den Cherney-Brüdern waren in dieser Zeit der Mafiosi Wjatscheslaw Iwankow und der Oligarch Oleg Deripaska. Sie sollen auch enge Verbindungen zu den Sicherheitsdiensten in Russland und Israel aufgebaut haben. 1997 brachte der russische Innenminister Anatoli Kulikow sowohl die Brüder Cherney als auch die Brüder Reuben mit der Izmaylovskaya-Mafia in Verbindung, die von Anton Malevsky in Israel geleitet wurde, doch im März 1998 wurde Kulikow von Boris Jelzin seines Amtes enthoben.
1994 wurde die TWG wegen des Diebstahls von mehr als 100 Millionen US-Dollar aus der russischen Zentralbank durch eine Reihe unterschiedlicher krimineller Gruppen in den frühen 1990er Jahren untersucht. Das Geld soll bei Cherney gelandet sein, der das Geld zum Aufbau des Unternehmens verwendet haben soll. Nachdem die Untersuchung eingeleitet wurde, floh Cherney von Russland nach Israel. Im Jahr 1997 kaufte er das bulgarische Unternehmen Mobitel und in Bulgarien erwarb er auch einen Fußballklub und eine Zeitung. Im August 2000 prangerten die bulgarischen Behörden seine angeblichen Verbindungen zu ausländischen kriminellen Vereinigungen an und wiesen ihn mit der Auflage aus, dass er 10 Jahre lang nicht nach Bulgarien zurückkehren darf.
2001 gründete Cherney die gemeinnützige Michael Cherney Foundation, die die Integration von Migranten aus dem postsowjetischen Raum in Israel und den Krieg gegen den Terror unterstützen soll. Cherney finanziert auch das Intelligence Summit, einem jährlichen Treffen zum Thema Sicherheit und Geheimdienste, dem auch u. a. zwei ehemalige Leiter der CIA und hohe Beamte des Mossad angehören bzw. gehörten. Im Februar 2006 berichtete die New York Sun, dass John Deutch und James Woolsey aus dem Beratergremium ausgetreten waren, nachdem sie von den angeblichen Mafiaverbindungen des Sponsors Cherney erfahren hatten.

## Juristische Probleme

### Schweiz
Am 21. Mai 1994 wurden Cherney und seine zukünftige Frau bei der Ankunft in Heathrow aus Genf von Einwanderungsbeamten festgehalten. Es stellte sich heraus, dass sie versucht hatten, mit falschen polnischen Pässen in das Vereinigte Königreich einzureisen, und sie wurden in die Schweiz zurückgeschickt. Am nächsten Tag wurden sie von der Schweizer Polizei mit der Begründung verhaftet, sie hätten sich falscher Identitäten bedient. Am 25. Oktober 1994 verkündeten die Schweizer Behörden, dass sie keine Anklage gegen Cherney erheben würden.

### Israel
Cherney ist ein enger Freund des ultrarechten Politikers Avigdor Lieberman, der während seiner Amtszeit im Knesset angeblich Millionen von Schekeln von verschiedenen Unternehmern, darunter Cherney, erhalten haben soll, was nach israelischen Recht illegal ist. Im Mai 2001, drei Monate nach der Ernennung Liebermans zum Minister für Infrastruktur im Kabinett von Ariel Scharon, wurden etwa 500.000 US-Dollar über Zypern auf die Bankkonten von Lieberman-Mitarbeitern überwiesen. Dieses Geld konnte bis zu Cherney zurückverfolgt werden. Cherneys Anwalt sagte, das Geld sei von seinem Mandanten „für ein völlig transparentes, legales Weingeschäft“ überwiesen worden. Im Mai 2011 berichtete Haaretz, dass der israelische Generalstaatsanwalt einen Entwurf für eine Anklageschrift gegen Avigdor Lieberman wegen Betrugs und Geldwäsche herausgegeben hat, die auch Vorwürfe gegen Cherny enthielt. Cherney wurde aber schließlich freigesprochen.
1999 kaufte der Geschäftsmann Gad Zeevi im Namen von Unternehmen, die ihm gehörten, Anteile an der israelischen Telekommunikationsgesellschaft Bezeq. Laut einer 2004 eingereichten Anklageschrift stellte Cherney die Finanzgarantie für den Kauf, was gegenüber den Banken verheimlicht worden sein soll, da sie befürchteten, dass Cherneys direkte Beteiligung vom israelischen Kommunikationsministerium nicht genehmigt würde. Im Jahr 2015 wurden Cherney, Zeevi und eine Reihe weiterer Angeklagter von allen Vorwürfen freigesprochen.

### Spanien
Nach Angaben der spanischen Tageszeitung El Mundo suchten die spanischen Behörden Cherney im Zusammenhang mit der „Operation Avispa“ (Operation Wespe), einer Untersuchung aus dem Jahr 2005, die zur Verhaftung mehrerer prominenter russischer Mafiosi geführt hatte. Die Ermittler glauben, dass Cherney mehrere in Alicante und Levante registrierte spanische Unternehmen leitete, die von der Mafia zur Geldwäsche in Höhe von 4 Millionen Euro genutzt wurden. Im Mai 2009 erließ der Oberste Gerichtshof Spaniens einen Haftbefehl gegen Cherney wegen Geldwäsche. Infolgedessen stellte Interpol einen internationalen Haftbefehl gegen ihn aus.

### Rechtsstreit mit Oleg Deripaska
Am 24. November 2006 reichte Cherney beim Commercial Court des Londoner High Court eine Klage gegen Oleg Deripaska ein, einen russischen Milliardär, dem das riesige russische Aluminiumunternehmen RusAl gehört. Cherney forderte 20 Prozent der Anteile an RusAl. Die Forderungen stützen sich auf eine schriftliche Vereinbarung zwischen den beiden Geschäftsleuten, die im März 2001 in einem Londoner Hotelzimmer unterzeichnet wurde. Deripaska bestritt, dass Cherney Anteile besitzt und sagte in einer eidesstattlichen Erklärung, dass seine Beziehung zu Cherney die eines Geschäftsmannes sei, der von einem Verbrecher erpresst werde. Nach dem Treffen im Jahr 2001 zahlte Deripaska an Cherney 250 Millionen US-Dollar.
Im Dezember 2006 befand sich RusAl in der Endphase der Verhandlungen über die Übernahme des einheimischen Konkurrenten SuAl und den Aluminium-Geschäften von Glencore. Dadurch wäre Cherneys 20-prozentige Beteiligung an RusAl bis zu drei Milliarden US-Dollar wert gewesen. Im Januar 2010 wurde ein Privatermittler in Tel Aviv zu einer 14-monatigen Haftstrafe verurteilt, weil er Cherney im Auftrag von Deripaska ausspioniert haben soll. Der Fall wurde im September 2012 außergerichtlich beigelegt.

## Privatleben
Cherney war in einer Beziehung mit der Geschäftsfrau Nicol Raidman, bis sie sich 2019 verlobten und sich später im selben Jahr trennten. Sie haben zwei Kinder, Michelle (geboren 2010) und Richie (geboren 2014). Er lebt in Herzliya.
Cherney teilte sich ein Haus in Moskau mit Igor Putin, dem Cousin von Wladimir Putin, und Berel Lazar, der der Oberrabbiner Russlands ist.